# Sacrifícios humanos na América pré-colombiana
O sacrifício humano, na América pré-colombiana, era uma prática religiosa realizada no contexto de certos cultos praticados pelos povos indígenas das Américas. Foi documentado tanto pelos códices quanto pela iconografia pré-colombiana em geral. Ainda que os casos mais notórios sejam os ocorridos na área mesoamericana, sua existência foi provada também nas regiões habitadas pelos incas e noutras partes do continente. A prática do sacrifício humano nas religiões indígenas foi questionada desde a chegada dos europeus à América, no século XVI, existindo evidências documentais e histórico-arqueológicas suficientes para confirmar a sua existência.

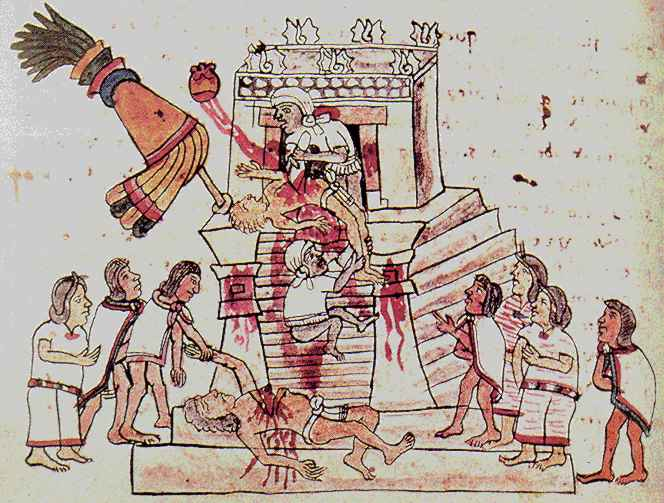
Sacrifícios humanos mostrados no Codex Magliabechiano.

Apesar de bem documentada e registrada nas sociedades da América Central e do Sul, a prática do sacrifício humano ainda está envolta em algum mistério; as exatas ideologias por trás do ritual ainda são desconhecidas; as teorias mais aceitas indicam que as vítimas eram executadas como forma aplacar determinados deuses.

## Contexto
A prática do assassinato ritual de seres humanos foi comum a diversas culturas do mundo antigo. As vítimas eram mortas de maneira ritualística, como oferenda, ou de maneira a apaziguar os deuses, nos mais diferentes contextos. Existem evidências arqueológicas de sacrifícios humanos entre os celtas da Idade do Bronze, e em rituais relacionados à adoração dos deuses entre os povos germânicos na Escandinávia. Os antigos hebreus teriam praticado sacrifícios em épocas pré-bíblicas, e a história de Abraão e seu filho Isaac sugere que a certo momento houve uma ruptura com a prática. Escavações no palácio real de Cnossos (dito "do rei Minos") apontaram evidências arqueológicas de sacrifícios rituais, e os romanos, cuja religião havia sancionado o sacrifício humano durante os primeiros séculos da existência de Roma, acusaram Cartago, durante as Guerras Púnicas, de sacrificar crianças com o intuito de aplacar seus deuses. Na Índia por muito tempo existiu a prática do ritual chamado Sati, em que a viúva deve se lançar sobre a pira funerária de seu falecido marido - prática que ocasionalmente ainda ocorre em áreas rurais do país, o que confirma que todas essas práticas são culturais.

## Mesoamérica
O sacrifício humano esteve presente como aspecto cultural de diversos povos que habitavam a Mesoamérica antes da chegada dos espanhóis, em 1492.
Os historiadores conhecem melhor o período pós-clássico do chamado "altiplano" que o de outras regiões; a prática de expor os crânios dos sacrificados já se observava em Huamelulpan (Oaxaca, México) no início da Era Cristã, e em locais ocupados em períodos posteriores, como Copán (Honduras) e Uxmal (também no México). Estes tzompantli alcançaram grandes proporções, maiores inclusive que diversos tzompantli da grande capital asteca, Tenochtitlán.

### Olmecas

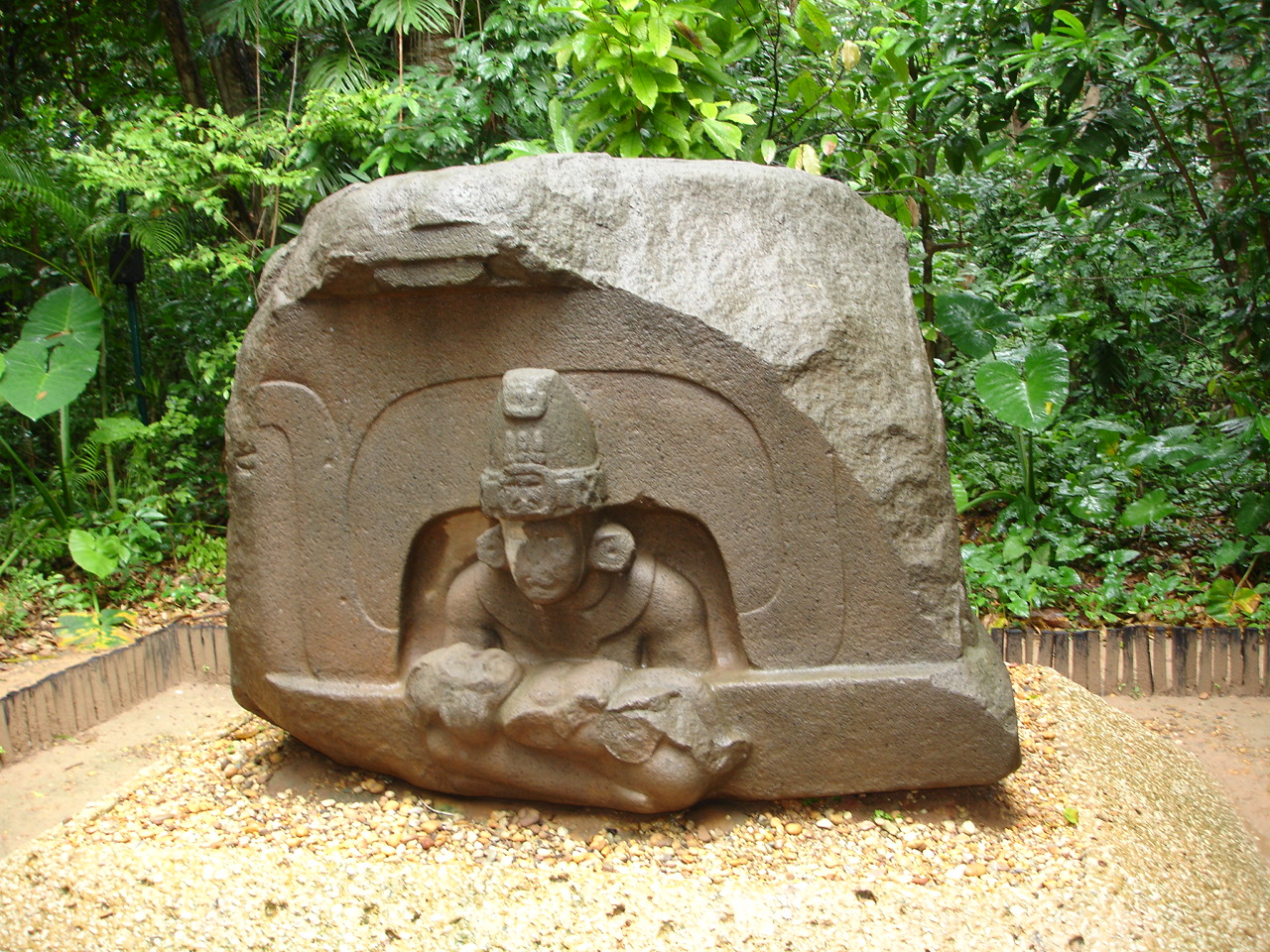
Altar 5, de La Venta; o "bebê-jaguar" inerte, seguro pela figura central, é visto por alguns estudiosos como um exemplo de sacrifício infantil.

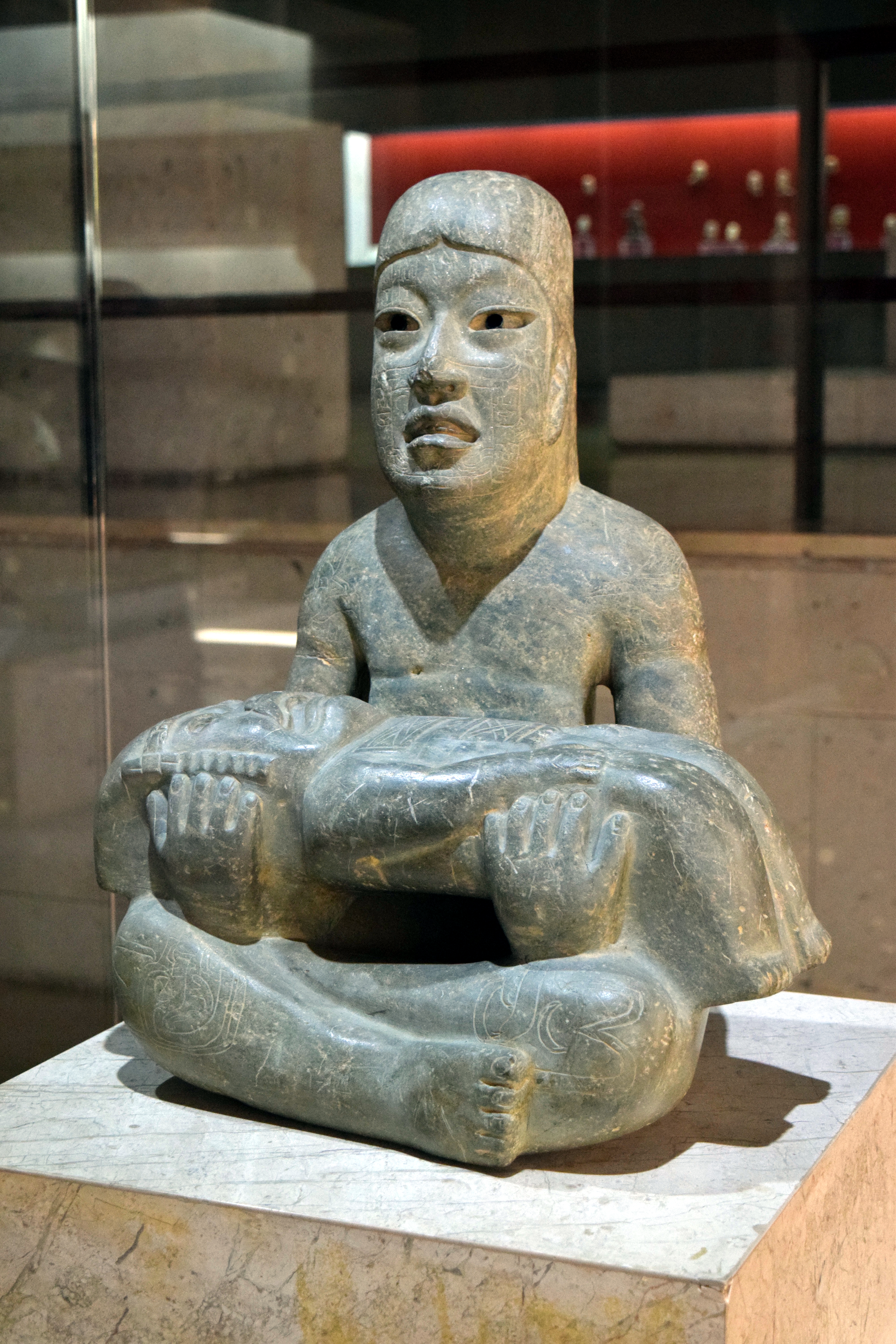
O Señor de Las Limas, exemplo da arte olmeca.

Os olmecas foram a primeira grande civilização da Mesoamérica. Embora as evidências existentes de sacrifícios de crianças entre eles não tenham sido irrefutáveis, diversos esqueletos completos de recém-nascidos e de fetos foram encontrados, assim como fêmures e crânios, foram encontrados no paul sacrifical de El Manatí, em Veracruz, no México. Estes ossos eram associados com oferendas sacrificatórias, em particular bustos de madeira. Ainda não se sabe como estas crianças vieram a morrer.
Alguns estudiosos também associaram o sacrifício de crianças com a arte ritual olmeca que mostra "bebês-jaguares", como no Altar 5 de La Venta, em Tabasco, México, e no monumento de Las Limas; porém, respostas definitivas só virão com novos achados.

### Maias
Entre os maias, os sacrifícios de prisioneiros recriavam a sua cosmogonia, e ocupava um papel central na ideologia dos soberanos. O arqueólogo e antropólogo americano Michael D. Coe exemplifica a grande mudança produzida pelos novos estudos da civilização maia, desde que os seus hieróglifos foram decifrados:
 Agora é surpreendentemente claro que os maias da época clássica, e seus antecessores do Pré-Clássico, eram governados por dinastias hereditárias de guerreiros, para quem o auto-sacrifício, o derramamento de sangue, e o sacrifício da decapitação humana, eram obsessões supremas.
A extração do coração aparece em diversos exemplos na arte maia, como na sua cerâmica pintada, como o exemplo célebre da vasilha onde há uma imagem pintada onde se vê o assassinato ritual de um prisioneiro atado a um cadafalso por um indivíduo grotesco, que lhe remove as entranhas com uma lança, enquanto músicos tocam tambores e trompetas - "uma das cenas mais terríveis da arte maia". Nos muros de Bonampak também existem terríveis imagens de tortura ritual.
Outra forma de sacrifício praticada entre os maias constitia em empurrar a vítima ainda viva para dentro dos cenotes.

#### Sacrifícios infantis

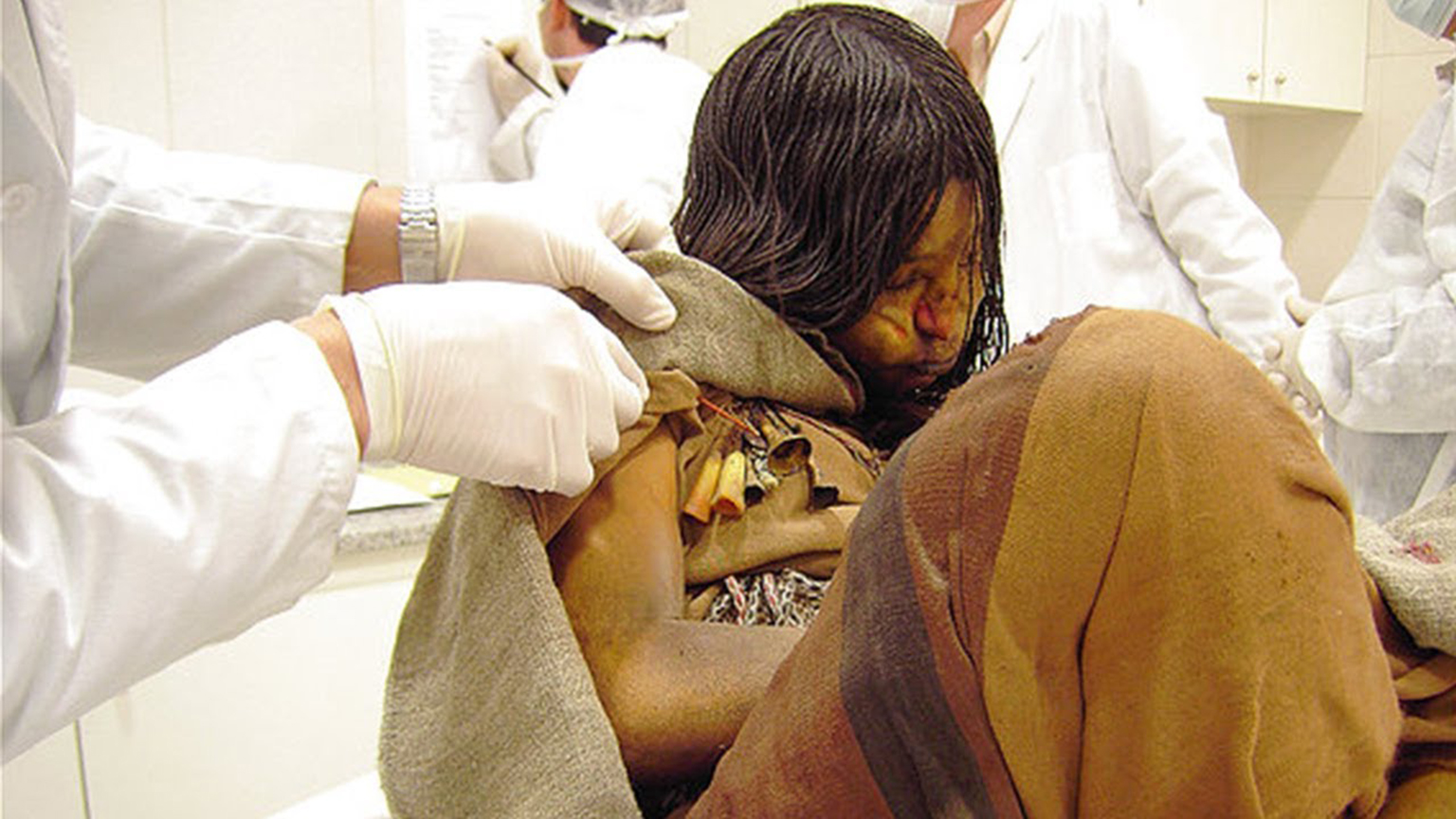
"A Donzela" é uma múmia que faz parte de um achado arqueológico chamado Crianças de Llullaillaco. Essas crianças foram sacrificadas no vulcão Llullaillaco durante a cerimônia capacocha que é um ritual aos deuses Incas. Na foto, a Donzela na província de Salta (Argentina).

Em 2005 uma vala comum com crianças de um a dois anos, sacrificadas, foi encontrada na região maia de Comalcalco. Os sacrifícios, aparentemente, foram realizados por ocasião da consagração de templos que haviam sido construídos na "acrópole" de Comalcalco.
Encontraram-se também crânios que sugerem que, como os astecas, os maias, e os incas realizavam sacrifícios de crianças em circunstâncias específicas. No período clássico da civilização maia existem obras artísticas que retratam crianças tendo seus corações arrancados durante a ascensão ao trono de novos reis, ou para celebrar o início de novos ciclos no calendário maia. Num dos casos notórios, a estela 11 de Piedras Negras, Guatemala, um garoto sacrificado pode ser visto com uma cavidade em seu peito. Outras cenas de crianças sacrificadas podem ser vistas em diversas jarras pintadas.
No Iucatã, México, os sacrifícios de crianças continuaram até pouco antes da chegada dos europeus, chegando inclusive a ocorrer durante os primeiros anos do período colonial.

### Toltecas

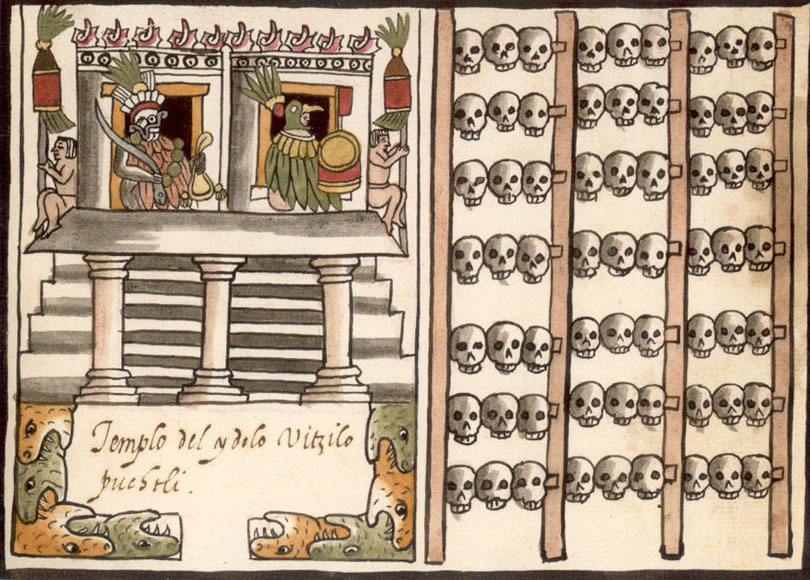
Tzompantli associado ao Templo Maior, Códice Ramírez.

Em 2007 arqueólogos anunciaram que haviam analisado os restos de duas dúzias de crianças, de cinco a quinze anos, encontradas enterradas com pequenas figuras de Tláloc. As crianças, encontradas próximas às antigas ruínas de Tula, a capital dos toltecas, haviam sido decapitadas. Os restos foram datados entre 950 e 1150.

### Teotihuacán
Em Teotihuacán, a grande metrópole do período clássico mesoamericano, o sacrifício através da extirpação do coração foi uma prática importante, como se observa na pintura mural típica. Pouco se sabe da civilização local; não se conhece nem mesmo o nome de um único rei, e o próprio nome Teotihuacán é uma invenção mesoamericana posterior. Os ossos encontrados na Pirâmide do Sol e na Pirâmide da Lua fazem supor que os sacrifícios eram realizados em honra ao deus Tláloc.
Em 2007 uma análise do DNA das vítimas confirmou que elas eram trazidas de povos muito distantes.